# 雙十協定
《政府与中共代表会谈纪要》，簡稱雙十紀要或双十协定，是一個旨在結束國共分裂局面，建立民主政權而發表的重庆谈判會談紀要，簽定于1945年10月10日。虽然该纪要并未解决具体问题，但它是国共谈判的意向书，为几个月后召开的政治协商会议做出铺垫。

## 背景
抗日战争结束后，威脅中國和平發展的外部因素開始減少，抗戰中因共同目標而隱藏于中國共產黨與中國國民黨之間的矛盾開始浮現。在東北、華北及中原部分地區，國共雙方的軍隊競相展開城市管轄權與戰略物資的接收。同時，蘇聯把在東北地區繳獲的原日本軍輕兵器及部分戰略物資，轉移給由林彪率領的東北人民解放軍；國民政府則從美國方面取得軍事援助，由美國海軍、美國空軍負責運送國民革命軍前往華北、東北地區，雙方在部分地區發生零星的衝突。
1945年8月，出於已取得戰略主動權，國民政府主席蔣中正接受國民政府文官長吳鼎昌的提議，三次电邀中共中央主席毛泽东前往重庆商讨国内和平问题。
8月28日，毛泽东与周恩来、王若飞在美國大使赫爾利陪同下从延安飞至重庆，代表中国共产党与中国国民党代表王世、张治中、邵力子展開和談。

## 协议内容
會議召開前，雙方公開表示在談判期間實行停火，但實際上為取得更多的談判籌碼，雙方軍隊對戰略要地的爭奪，在談判期間從未中斷。
談判期間，在意识形态和解放区主权问题方面，共產黨堅持抗日根據地擁有獨立主權，但同意交出分佈在海南、湖北、浙江、河南一帶共13個根據地，由國民政府接收，並為兩黨間意識形態的結合，提出了“新民主主義”的構想，淡化兩黨的意識形態對立，并要求中共及地方军事人员应参加军事委员会及其各部的工作。國民政府則堅持，除1937年抗日戰爭爆發前即為共產黨所佔有的延安革命根據地保持不變外，其他地區一律收回。
在军队国家化问题方面，国民政府要求將共產黨軍隊納入由國民政府領導下的國民革命軍統一指揮。共產黨拒絕把軍隊交給國民政府，只表示會對軍隊減員，並要求在建立真正民主的政府后才交出軍隊。
双方在解放区地方政府问题上有巨大分歧。中共提出，依照现有十八个解放区的情形，重划省区和行政区，解放区政权现有人士由国民政府加以确认并委任。该方案遭国民政府拒绝。随后中共提出，在解放区占较大面积的省份，由中共提名省主席或副主席（副市长）、委员。该方案又遭国民政府拒绝。之后中共再提出，由解放区省、县级民选政府重新举行人民普选，“在政治协商会议派员监督之下，欢迎各党派、各界人士还乡参加选举”。该方案仍遭国民政府拒绝。最后双方仅同意就这一问题继续商谈。
经过43天的时间，双方于10月10日签署《政府与中共代表会谈纪要》，即《双十协定》。
内容主要包括：
1. 承认和平建国的基本方针，同意以對話方式解決一切爭端。
2. 长期合作，以和平、民主和團結為基礎，坚决避免内战，建设独立、自由和富强的新中国，彻底实行三民主义。
3. 迅速结束训政，实施宪政。
4. 迅速召开政治协商会议，對國民大會及其他問題進行商討后再作決定，制定新憲法。
5. 国民政府解散特务机关，严禁司法和警察以外机关有拘捕、审讯和处罚人民之权，释放除汉奸以外之政治犯。
6. 中共愿将其所领导的抗日军队由现有数目缩编至二十四个师至少二十个师的数目。
7. 中國共產黨承认重庆國民政府對中國的合法领导地位。國民政府承认国民党、共产党及一切党派的平等合法地位。

這樣一來，中國國民黨和中國共產黨實質上並沒有解決兩黨之間的核心矛盾，且也未能改變分裂局面。双十协定是一个意向书，国共商討和平民主建設新中國，把具体问题留给政治協商會議來統一團結。最终，《雙十協定》雖最終沒有達到兩黨預期中最理想的結果，但對緩和1945年末期中國國内的緊張氣氛來說有巨大效用。